# Canutama
Canutama este un oraș în unitatea federativă Amazonas (AM) din Brazilia.
Catanuma poartă prezentul său nume din anul 1895. 